# 31516 Leibowitz
31516 Leibowitz este un asteroid din centura principală de asteroizi.

## Descriere
31516 Leibowitz este un asteroid din centura principală de asteroizi. A fost descoperit pe 10 februarie 1999 la Socorro, New Mexico, în cadrul proiectului LINEAR. Asteroidul prezintă o orbită caracterizată de o semiaxă mare de 2,43 ua, o excentricitate de 0,15 și o înclinație de 5,5° în raport cu ecliptica.